# 源家賢
源 家賢（みなもと の いえかた）は、平安時代中期から後期にかけての公卿。醍醐源氏高明流、中納言・源資綱の長男。官位は正二位・権中納言。

## 経歴
康平3年（1060年）従五位下に叙爵。康平4年（1061年）越中権守を務め、康平6年（1063年）右衛門佐に任ぜられる。康平8年（1065年）従五位上に叙せられた。
治暦3年（1067年）右近衛少将に任ぜられる。治暦5年（1069年）正五位下・美作介に叙任、続いて従四位下に叙せられる。延久2年12月（1071年1月）に従四位上、延久4年12月（1073年2月）正四位下に昇叙し、延久6年（1074年）備中介を兼ね、右近衛中将に転じた。承保2年（1075年）従三位・右兵衛督に叙任されて公卿に列す。
承保4年（1077年）正三位に昇叙。承暦3年（1079年）左兵衛督に転じ、承暦4年（1080年）参議に任ぜられた。備中権守を経て、応徳3年（1086年）権中納言に進む。寛治2年（1088年）の朝覲行幸にて白河上皇の院別当として従二位に叙せられ、寛治3年（1089年）右衛門督に転じ、正二位に進む。同年、石清水八幡宮へ奉幣が行われた際には奉幣使を務めた。
寛治5年（1091年）左衛門督、寛治8年（1094年）には宮内卿を兼任するが、嘉保2年（1095年）8月、48歳で薨去した。

## 官歴
※以下、『公卿補任』の記載に従う。
- 康平3年（1060年）3月4日：従五位下に叙す（皇太后宮臨時御給）。
- 康平4年（1061年）12月：越中権守に任ず。
- 康平6年（1063年）11月：右衛門佐に任ず。
- 康平8年（1065年）正月5日：従五位上に叙す（佐労）。
- 治暦3年（1067年）2月：右近衛少将に遷る。
- 治暦5年（1069年）
  - 正月27日：正五位下に叙し、美作介を兼ぬ。
  - 8月16日：従四位下に叙す（行幸閑院院司賞）。
- 延久2年12月28日（1071年1月31日）：従四位上に叙す（供養圓明寺日。陽明門院院司賞）。
- 延久4年12月29日（1073年2月8日）：正四位下に叙す（御即位院御給）。
- 延久6年（1074年）/承保元年
  - 正月28日：備中介を兼ぬ。
  - 12月26日（1075年1月15日）：右近衛中将に遷る。
- 承保2年（1075年）正月28日：右兵衛督に任じ、従三位に叙す（父資綱卿譲）。
- 承保4年（1077年）正月11日：正三位に叙す（行幸陽明門院。院于時遷御東三條第）。
- 承暦3年（1079年）11月7日：左兵衛督に遷る。
- 承暦4年（1080年）8月14日：参議に任ず。左兵衛督如元。
- 永保4年（1084年）正月19日：備中権守を兼ぬ。
- 応徳3年（1086年）
  - 10月10日：著座。
  - 11月20日：権中納言に任ず。
- 寛治2年（1088年）正月19日：従二位に叙す（行幸院別當賞）。
- 寛治3年（1089年）
  - 正月28日：右衛門督に遷る。
  - 4月24日：奉幣使に補す（石清水八幡宮奉幣）[1]。
- 時期不詳：正二位に叙す。
- 寛治5年（1091年）正月：左衛門督に転ず。
- 寛治8年（1094年）正月：宮内卿を兼ぬ。
- 嘉保2年（1095年）
  - 4月15日：賀茂社行幸に奉仕す。
  - 7月20日：左衛門督を辞せんことを請う。
  - 8月：薨去。

## 系譜
- 父：源資綱
- 母：源道方の娘
- 妻：不詳
- 生母不明の子女
  - 男子：源家俊（?-?）
  - 男子：源重賢
  - 男子：源広賢
  - 男子：成覚